# Safari (película)
Safari es una comedia francesa dirigida por Olivier Baroux con guion de  Jean-Paul Bathany, Olivier Baroux, Richard Grandpierre, Pascal Plisson, con Kad Merad en el papel de Richard Dacier, estrenada el le 1 de abril de 2009 en Francia, Bélgica y Suiza.

## Sinopsis
Seis turistas franceses han decidido descubrir África del sur realizando un safari organizado por Richard Dacier. Ellos ignoran que su guía no ha puesto los pies en la sabana desde hace 30 años... ¡Y que tiene miedo a los animales!

## Reparto
- Kad Merad: Richard Dacier
- Lionel Abelanski: Benoît
- Valérie Benguigui: Magalie
- Frédérique Bel: Fabienne
- Guy Lecluyse: Bertrand
- David Saracino: Rémi Peronne
- Nicolas Marie: Señor Charles
- Greg Germain: Bako
- Frédéric Proust: Ralph Becker
- Yannick Noah: Sagha
- Omar Sy: Youssouf Hammal
- Arielle Semenoff: Señora Solanse
- Alain Doutey: Señor Solanse
- Philippe Lefebvre: El productor de películas porno

## Errores
Cuando Dacier desactiva el misil, vemos que el cable amarillo está conectado al botón azul, mientras que en el plano precedente y en el plano siguiente, no hay nada conectado a ese botón.

## Banda sonora
El grupo danés Alphabeat compuso la banda sonora original de la película, destacando con el tubo Fascination.